# 阿斯蒂之围 (402年)
阿斯蒂之围发生于公元402年，是西哥特人入侵北意大利后，在西哥特王国亚拉里克一世（Alaric I）的带领下，西哥特人对阿斯蒂发起的围攻。是401年－403年间发生的哥特战争的一部分。
公元401年夏，亚拉里克一世带领其军队从伊庇鲁斯出发，侵入西罗马帝国领土，此时罗马将领斯提里科（Stilicho）与大批来自意大利的军队驻扎在拉埃提亚和诺里库姆。其目的可能是攻占高卢，并在此为他的人民建立一个永久的定居点。亚拉里克一世第一次与帝国军队的遭遇战发生在的里雅斯特湾附近，并在蒂马沃河沿岸击败了他们。
到了当年11月，亚拉里克一世已进入波河河谷，并在攻占阿奎莱亚及威尼斯的几个城镇后，开始向米兰进军。当哥特人快速进攻北意大利时，罗马皇帝霍诺留（Honorius）逃离了位于梅蒂奥拉努的帝国首都，他最初想逃至阿尔勒，但亚拉里克一世派出的一支强劲的哥特人分队阻止了他向西部进军的意图，霍诺留及其随从被入侵者所追赶而被迫逃至塔纳罗河河畔，当时被称为哈斯塔（Hasta）的阿斯蒂，哥特人将阿斯蒂包围至3月，阿斯蒂在几周中成功阻挡了哥特人的进攻，使得斯提里科有时间从莱茵河调来援军。由于罗马军队开始包围他们所在位置并拦截补给，哥特人被迫解除了围困并南下穿过塔纳罗河谷，撤退至波伦蒂亚的一片更近便的土地上，在此与罗马军队交战。